# Moldavie aux Jeux olympiques d'hiver de 2014
La Moldavie participe aux Jeux olympiques d'hiver de 2014 à Sotchi en Russie du 7 au 23 février 2014. Il s'agit de sa sixième participation à des Jeux d'hiver.

## Biathlon
Alexandra Camenscic, unique participante moldave en biathlon, termine 84e et dernière de l'épreuve de sprint (7,5 km).
Femmes
| Athlète             | Épreuve | Temps         | Pénalité | Rang |
| ------------------- | ------- | ------------- | -------- | ---- |
| Alexandra Camenscic | Sprint  | 27 min 37 s 0 | 3+2      | 84e  |

## Luge
| Athlète        | Épreuves | Course 1 | Course 1 | Course 2 | Course 2 | Course 3 | Course 3 | Course 4 | Course 4 | Total    | Total |
| Athlète        | Épreuves | Temps    | Rang     | Temps    | Rang     | Temps    | Rang     | Temps    | Rang     | Temps    | Rang  |
| -------------- | -------- | -------- | -------- | -------- | -------- | -------- | -------- | -------- | -------- | -------- | ----- |
| Bogdan Macovei | Simple   | 54.591   | 37       | 54.271   | 35       | 53.925   | 35       | 53.779   | 36       | 3:36.566 | 36    |

## Ski alpin
La Moldavie a obtenu les places suivantes :
- Compétitions masculines: 2 places

## Ski de fond
La Moldavie a obtenu les places suivantes :
- Compétitions masculines: 1 place
- Compétitions féminines: 1 place